# Viktor Zubarev
Viktor Yegorovich Zubarev (tiếng Nga: Виктор Егорович Зубарев) (10 tháng 4 năm 1973 – 18 tháng 10 năm 2004) là một tiền đạo bóng đá người Kazakhstan. Ông có biệt danh Bác Stepan (дядя Стёпа).

## Sự nghiệp
Ông chơi cho Batyr, Irtysh và Esil Bogatyr ở quê nhà, cho Arsenal Tula và Lokomotiv Nizhny Novgorod ở Nga, và cho Apollon Limassol ở Síp.

## Đội tuyển quốc gia
Zubarev được huấn luyện viên Serik Berdalin triệu tập để đại diện cho đội tuyển quốc gia trong trận đấu với Pakistan thuộc vòng loại Giải vô địch bóng đá thế giới 1998. Ông lập hat-trick đầu tiên của sự nghiệp trong trận đấu này, giúp Kazakhstan giành chiến thắng 7–0. Ông tiếp tục ghi thêm 12 bàn sau 18 ra sân trong màu áo đội tuyển quốc gia, là cầu thủ ghi bàn hàng đầu thứ hai của đội tuyển quốc gia, sau khi Ruslan Baltiev vượt lên giành vị trí thứ nhất.

## Qua đời
Zubarev qua đời vì sử dụng ma túy quá liều trong căn hộ của mình ở Omsk.

## Thống kê sự nghiệp
Tính đến match played 15 July 2014
| Câu lạc bộ                | Mùa giải       | Cúp liên đoàn                       | Cúp liên đoàn | Cúp liên đoàn | Cúp quốc gia | Cúp quốc gia | Cúp châu lục | Cúp châu lục | Tổng | Tổng |
| Câu lạc bộ                | Mùa giải       | Hạng                                | Trận          | Bàn           | Trận         | Bàn          | Trận         | Bàn          | Trận | Bàn  |
| ------------------------- | -------------- | ----------------------------------- | ------------- | ------------- | ------------ | ------------ | ------------ | ------------ | ---- | ---- |
| Batyr                     | 1993           | Giải bóng đá ngoại hạng Kazakhstan  | 8             | 1             |              |              | -            | -            | 8    | 1    |
| Batyr                     | 1994           | Giải bóng đá ngoại hạng Kazakhstan  | 20            | 4             |              |              | -            | -            | 20   | 4    |
| Batyr                     | 1995           | Giải bóng đá ngoại hạng Kazakhstan  | 16            | 2             |              |              | -            | -            | 16   | 2    |
| Batyr                     | 1996           | Giải bóng đá ngoại hạng Kazakhstan  | 32            | 11            |              |              | -            | -            | 32   | 11   |
| Batyr                     | Tổng           | Tổng                                | 76            | 18            |              |              | -            | -            | 76   | 18   |
| Irtysh Pavlodar           | 1997           | Giải bóng đá ngoại hạng Kazakhstan  | 23            | 10            |              |              | -            | -            | 23   | 10   |
| Arsenal Tula              | 1998           | Giải bóng đá hạng nhất quốc gia Nga | 18            | 6             |              |              | -            | -            | 18   | 6    |
| Lokomotiv Nizhny Novgorod | 1998           | Giải bóng đá hạng nhất quốc gia Nga | 18            | 4             |              |              | -            | -            | 18   | 6    |
| Irtysh Pavlodar           | 1999           | Giải bóng đá ngoại hạng Kazakhstan  | 27            | 22            |              |              | -            | -            | 27   | 22   |
| Irtysh Pavlodar           | 2000           | Giải bóng đá ngoại hạng Kazakhstan  | 10            | 3             |              |              |              |              | 10   | 3    |
| Irtysh Pavlodar           | Tổng           | Tổng                                | 37            | 25            |              |              |              |              | 37   | 25   |
| Apollon Limassol          | 2000–01        | Giải bóng đá hạng nhất quốc gia Síp | 25            | 15            |              |              | -            | -            | 25   | 15   |
| Apollon Limassol          | 2001–02        | Giải bóng đá hạng nhất quốc gia Síp | 17            | 8             |              |              | 4            | 2            | 21   | 10   |
| Apollon Limassol          | Tổng           | Tổng                                | 42            | 23            |              |              | 4            | 2            | 42   | 23   |
| Irtysh Pavlodar           | 2002           | Giải bóng đá ngoại hạng Kazakhstan  | 29            | 8             |              |              | -            | -            | 29   | 8    |
| Irtysh Pavlodar           | 2003           | Giải bóng đá ngoại hạng Kazakhstan  | 5             | 0             |              |              | 0            | 0            | 5    | 0    |
| Irtysh Pavlodar           | Tổng           | Tổng                                | 34            | 8             |              |              | 0            | 0            | 34   | 8    |
| FC Kyzylzhar              | 2003           | Giải bóng đá ngoại hạng Kazakhstan  | 13            | 7             |              |              | -            | -            | 13   | 7    |
| FC Kyzylzhar              | 2004           | Giải bóng đá ngoại hạng Kazakhstan  | 23            | 9             |              |              | -            | -            | 23   | 9    |
| FC Kyzylzhar              | Tổng           | Tổng                                | 36            | 16            |              |              | -            | -            | 36   | 16   |
| Tổng sự nghiệp            | Tổng sự nghiệp | Tổng sự nghiệp                      | 284           | 110           |              |              | 4            | 2            | 288  | 112  |

### Quốc tế
| Đội tuyển quốc gia | Năm   | Trận | Bàn |
| ------------------ | ----- | ---- | --- |
| Kazakhstan         | 1997  | 7    | 4   |
| Kazakhstan         | 1998  | 5    | 6   |
| Kazakhstan         | 2000  | 5    | 2   |
| Kazakhstan         | 2002  | 1    | 0   |
| Total              | Total | 18   | 12  |

### Bàn thắng quốc tế
Tất cả các bàn thắng do ông ghi được thể hiện ở dưới, quy ước cột Tỷ số và Kết quả liệt kê số bàn thắng của Kazakhstan trước.
| #  | Ngày tháng | Địa điểm           | Đối thủ  | Bàn thắng | Kết quả | Giải đấu                                     |
| -- | ---------- | ------------------ | -------- | --------- | ------- | -------------------------------------------- |
| 1  | 1997-06-11 | Lahore, Pakistan   | Pakistan | 5–0       | 7–0     | Vòng loại Giải vô địch bóng đá thế giới 1998 |
| 2  | 1997-06-11 | Lahore, Pakistan   | Pakistan | 6–0       | 7–0     | Vòng loại Giải vô địch bóng đá thế giới 1998 |
| 3  | 1997-06-11 | Lahore, Pakistan   | Pakistan | 7–0       | 7–0     | Vòng loại Giải vô địch bóng đá thế giới 1998 |
| 4  | 1997-10-04 | Almaty, Kazakhstan | Nhật Bản | 1–1       | 1–1     | Vòng loại Giải vô địch bóng đá thế giới 1998 |
| 5  | 1998-12-03 | Sisaket, Thái Lan  | Lào      | 1–0       | 5–0     | Đại hội Thể thao châu Á 1998                 |
| 6  | 1998-12-03 | Sisaket, Thái Lan  | Lào      | 3–0       | 5–0     | Đại hội Thể thao châu Á 1998                 |
| 7  | 1998-12-03 | Sisaket, Thái Lan  | Lào      | 4–0       | 5–0     | Đại hội Thể thao châu Á 1998                 |
| 8  | 1998-12-03 | Sisaket, Thái Lan  | Lào      | 5–0       | 5–0     | Đại hội Thể thao châu Á 1998                 |
| 9  | 1998-12-08 | Bangkok, Thái Lan  | Thái Lan | 1–1       | 1–1     | Đại hội Thể thao châu Á 1998                 |
| 10 | 1998-12-10 | Bangkok, Thái Lan  | Qatar    | 1–0       | 2–0     | Đại hội Thể thao châu Á 1998                 |
| 11 | 2000-04-08 | Doha, Qatar        | Pakistan | 1–0       | 4–0     | ACQ AFC 2000                                 |
| 12 | 2000-04-08 | Doha, Qatar        | Pakistan | 2–0       | 4–0     | ACQ AFC 2000                                 |

## Danh hiệu

### Câu lạc bộ
Irtysh Pavlodar
- Giải ngoại hạng/Super League (4): 1997, 1999, 2002, 2003
- Cúp bóng đá Kazakhstan (1): 1997-98

Apollon Limassol
- Cúp bóng đá Síp (1): 2000–01

### Cá nhân
- "Cầu thủ xuất sắc nhất năm" của GOAL Journal: 1999
- Cypriot Cup Winner: 2001